# Melissa Rosenberg
Melissa Anne Rosenberg (Marin County, 28 agosto 1962) è una sceneggiatrice statunitense, attiva sia sul piccolo schermo con serie di successo, quali Dexter e The O.C., e al cinema firmando la sceneggiatura del film Twilight.

## Biografia e carriera
Figlia del famoso psicoterapista Jack Lee Rosenberg e di Pat Rosenberg, una musicista, Melissa Rosenberg è la seconda di 4 fratelli.
Laureata alla University of Southern California, mette da parte la sua iniziale propensione per la danza per dedicarsi alle sceneggiature televisive. Sposata col regista televisivo Lev L. Spiro.
La Rosenberg è una sceneggiatrice e produttrice particolarmente attiva in televisione fin dalla metà degli anni novanta.
È stata nominata agli Writers Guild of America Award nella categoria Miglior serie Drammatica per la seconda stagione di Dexter.
Per la sceneggiatura di Twilight ha dichiarato di essersi ispirata al film I segreti di Brokeback Mountain, in quanto (...) "great model of forbidden love". Per il film, che la Paramount prevede possa ricalcare il successo tra gli adolescenti come è stato per Harry Potter (dalla serie in libro alla serie di film). La Rosenberg è anche l'autrice della sceneggiatura di New Moon sequel tratto dall'omonimo romanzo e secondo libro della serie di Stephenie Meyer.
Nel 2010 Rosenberg cominciò a sviluppare un adattamento televisivo della serie a fumetti Alias della Marvel Comics, con protagonista Jessica Jones, per conto della ABC, tuttavia nel maggio 2012 il presidente della ABC Paul Lee rivelò che il progetto era stato abbandonato. Nel novembre 2013 la serie viene ordinata come parte dell'accordo tra Netflix e i Marvel Studios e Rosenberg viene confermata come showrunner e produttrice esecutiva della serie, prevista per il 2015.

## Filmografia parziale

### Sceneggiatrice

#### Cinema
- Step Up, regia di Anne Fletcher (2006)
- Twilight, regia di Catherine Hardwicke (2008)
- The Twilight Saga: New Moon, regia di Chris Weitz (2009)
- The Twilight Saga: Eclipse, regia di David Slade (2010)
- The Twilight Saga: Breaking Dawn - Parte 1, regia di Bill Condon (2011)
- The Twilight Saga: Breaking Dawn - Parte 2, regia di Bill Condon (2012)
- Step Up All In, regia di Trish Sie (2014)

#### Televisione
- Birds of Prey – serie TV, 4 episodi (2002-2003) - sceneggiatrice
- The O.C. – serie TV, 3 episodi (2003-2004) - sceneggiatrice, produttrice esecutiva
- Dexter – serie TV, 8 episodi (2006-2009) - sceneggiatrice, produttrice esecutiva
- Red Widow – serie TV (2013) - creatrice, sceneggiatrice, produttrice esecutiva
- Jessica Jones – serie TV (2015) - creatrice, showrunner, produttrice esecutiva